# Сражение при Олаше
Сражение при Олаше (нем. Schlacht von Olasch) или Сражение при Беге — одно из сражений во время Великой турецкой войны, произошедшее 26 августа 1696 года между армиями Священной Римской империи и Османской империи недалеко от Тимишоары, осажденный имперцами.

## Перед сражением
Имперская армия под командованием саксонского курфюрста Фридриха Августа планировала летом 1696 года взять османскую крепость Тимишоару. Однако подготовка заняла много времени, и осада могла начаться только 3 августа. Воспользовавшись этим, османский султан Мустафа II прибыл с деблокирующей армией. Он переправился через Дунай в Панчево и 15 августа достиг Тимиша.
На военном совете 19 августа имперское командование решила временно снять осаду и встретиться с вражеской армией к югу от города. Когда имперская армия приблизилась к османской армии, она заняла укреплённую позицию между двумя болотами недалеко от Пардани (совр. Меджя). Фридрих Август изначально не собирался атаковать эту позицию, а планировал прорваться к Тителу и соединиться с отдельным имперским корпусом, чтобы отрезать османов от их базы в Белграде. Мустафа II сорвал планы Фридриха Августа фланговым маршем.

## Ход сражения
26 августа 1696 года произошло сражение на реке Беге. Обе стороны поначалу пытались обойти друг друга. Мустафа II умело продвинулся поближе к крепости, что позволяло ему деблокировать город. Вопреки мнению военного совета Фридрих Август решил контратаковать. Левое крыло перешло в атаку на полевые позиции османов и наступало, несмотря на сильный артиллерийский огонь. В свою очередь, Мустафа II приказал своей коннице начать контратаку, которая отбросила левое крыло имперцев, почти уничтожив два саксонских батальона. Только вмешательство имперской кавалерии снова стабилизировало ситуацию.  В борьбу вступили также центр и имперское правое крыло. Хотя успехов у них тоже было мало, но и неудач они не понесли. С наступлением темноты бои закончились. Следующее утро обе армии встретили в боевом порядке, но ни одна из них не осмелилась атаковать снова.

## Результаты
Хотя в сражении не было победителей, Мустафа II сохранил крепость Тимишоара и поэтому смог добиться оперативного успеха. Императорская армия переправилась через Бегу и соединилась с отдельным корпусом, стоявшим в Тителе. После сражения имперские генералы обвинили Фридриха Августа в том, что он был пьян во время боёв. Осенью 1696 года курфюрст подал в отставку с поста главнокомандующего. Его преемником стал принц Евгений Савойский.